# Humphrey Atkins
Humphrey Edward Atkins (ur. 12 sierpnia 1922, zm. 4 października 1996) – brytyjski polityk, członek Partii Konserwatywnej, minister w pierwszym rządzie Margaret Thatcher.
Wykształcenie odebrał w Wellington College. W latach 1940–1948 służył w Royal Navy, gdzie w 1943 r. dosłużył się stopnia porucznika. Następnie pracował w fabryce linoleum i był dyrektorem agencji doradztwa finansowego. W 1951 r. podjął nieudaną próbę dostania się do Izby Gmin z okręgu West Lothian. Do parlamentu dostał się w 1955 r. jako reprezentant okręgu Merton and Morden. Od 1970 r. reprezentował okręg wyborczy Spelthorne.
W 1970 r. został Skarbnikiem Dworu Królewskiego. W latach 1973–1974 był parlamentarnym sekretarzem skarbu. Po dojściu konserwatystów do władzy w 1979 r. został ministrem ds. Irlandii Północnej. Był nim do września 1981 r. W czasie urzędowania w Northern Ireland Office musiał zmierzyć się z narastającą działalnością IRA oraz ze strajkiem głodowym irlandzkich więźniów republikańskich w 1981 r.
Po odejściu z ministerstwa ds. Irlandii Północnej został Lordem Tajnej Pieczęci. Zastępował również w Izbie Gmin ministra spraw zagranicznych lorda Carringtona, który był członkiem Izby Lordów. Ze stanowisk rządowych zrezygnował w kwietniu 1982 r. po rozpoczęciu wojny o Falklandy-Malwiny. W 1983 r. otrzymał tytuł szlachecki.
Atkins zasiadał w Izbie Gmin do 1987 r. Następnie został kreowany parem dożywotnim jako baron Colnbrook i zasiadł w Izbie Lordów. Zmarł w 1996 r.